# Seznam evroposlancev z Malte
Seznam evroposlancev z Malte je krovni seznam.

## Seznami
- seznam evroposlancev z Malte (2004–2009)
- seznam evroposlancev z Malte (2009–2014)
- poimenski seznam evroposlancev z Malte